# عمر يوسف قمبر
عمر يوسف قمبر عبد الله (ولد 1 يناير 1991)، لاعب كرة قدم كويتي. يلعب مع نادي النصر الكويتي.